# Le Roncenay
Le Roncenay era una comuna francesa que estaba situada en el departamento de Eure, de la región de Normandía, que en 1973 se fusionó con la comuna de Authenay, formando la comuna de Le Roncenay-Authenay.

## Demografía
| Gráfica de evolución demográfica de Le Roncenay entre 1800 y 1968 |
|                                                                   |

Los datos demográficos contemplados en este gráfico se han cogido de la página francesa EHESS/Cassini.